# Adolf Stelzer (1882)
Adolf Stelzer (15 juli 1882 - 12 juni 1950) was een Zwitsers voetballer die speelde als verdediger.

## Carrière
Stelzer speelde heel zijn spelersloopbaan voor FC Zürich en werd landskampioen in 1902.
Hij speelde in 1910 één interland voor Zwitserland, waarin hij niet kon scoren.

## Erelijst
- FC Zürich
  - Landskampioen: 1902